# Playa Grande Ixcán
Playa Grande Ixcán, spesso chiamato semplicemente Ixcán, è un comune del Guatemala facente parte del dipartimento di Quiché.